# Chlamydochaera
Chlamydochaera is een geslacht van vogels uit de familie van de lijsters (Turdidae). De wetenschappelijke naam van het geslacht is voor het eerst geldig gepubliceerd in 1887 door Sharpe.

## Soorten
De volgende soort is bij het geslacht ingedeeld:
- Chlamydochaera jefferyi – Rupslijster